# Anthelia rosea
Anthelia rosea is een zachte koraalsoort uit de familie Xeniidae. De koraalsoort komt uit het geslacht Anthelia. Anthelia rosea werd in 1930 voor het eerst wetenschappelijk beschreven door Hickson. 